# Elke Wriedt
Elke Wriedt, geb. Elke Kröger, (* 5. Mai 1941 in Blomesche Wildnis) ist eine niederdeutsche Schriftstellerin.

## Leben
Nach dem Besuch der Staatlichen Handelsschule ab 1957 in Itzehoe arbeitete Elke Wriedt von 1959 bis 1964 als kaufmännische Angestellte in Glückstadt und Hamburg. Sie lebt in Borsfleth im Kreis Steinburg in Schleswig-Holstein.

## Werke
- Bi uns Grootmodder tohuus. Verlag Michael Jung, Kiel 1988, ISBN 3-923525-49-4
- Vun Glück un Leev. Verlag Michael Jung, Kiel 1990, ISBN 3-923525-67-2
- Minschen achtern Diek. Hinstorff Verlag, Rostock 1992, ISBN 3-356-00451-4
- Koornblomen un Wilden Mohn. Hinstorff Verlag, Rostock 1994, ISBN 3-356-00584-7
- Minschen un de grote Welt. Husum Druck- und Verlagsgesellschaft, Husum 1999, ISBN 3-88042-920-0